# Dänische Badmintonmeisterschaft 1976
Die Dänische Badmintonmeisterschaft 1976 fand vom 7. bis zum 10. Februar 1976 in Kopenhagen statt. Es war die 46. Austragung der nationalen Titelkämpfe im Badminton in Dänemark. Flemming Delfs bezwang dabei im Finale des Herreneinzels den amtierenden All-England-Champion Svend Pri klar in zwei Sätzen. Im Herrendoppelfinale siegte Delfs gemeinsam mit Elo Hansen gegen Jesper Helledie und Jørgen Mortensen. Lene Køppen gewann neben zwei Titeln im Einzel und Doppel auch Silber im Mixed.

## Titelträger
| Disziplin    | Sieger                                            |
| ------------ | ------------------------------------------------- |
| Herreneinzel | Flemming Delfs, Værløse                           |
| Dameneinzel  | Lene Køppen, Gentofte BK                          |
| Herrendoppel | Elo Hansen, Hvidovre BC Flemming Delfs, Værløse   |
| Damendoppel  | Lene Køppen, Gentofte BK Inge Borgstrøm, Ringsted |
| Mixed        | Steen Skovgaard Pernille Kaagaard, Gentofte BK    |